# 遠食龍屬
遠食龍屬（學名：Adeopapposaurus）是種大腳類恐龍，化石發現於阿根廷聖胡安省的Cañon del Colorado組，年代為侏羅紀早期。
目前已發現四個部分骨骼、兩個部分顱骨。正模標本（編號PVSJ568）包含一個顱骨、臀部後的大部分。根據上下頜的前端形狀，可得知上下頜在生前覆蓋者角質喙嘴。遠食龍是大椎龍的近親，其化石曾被當成南美洲的大椎龍化石。在2009年，Ricardo N. Martínez將這些化石建立為新屬，模式種是米氏遠食龍（A. mognai）；屬名意為「遙遠進食的蜥蜴」，意指牠們的長頸部。